# アルフレッド・モイシウ

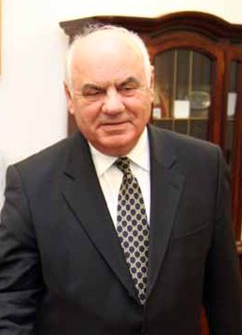
Alfred Moisiu

アルフレッド・モイシウ（Alfred MOISIU、1929年12月1日 - ）は、アルバニア共和国の政治家。同国大統領（第4代）などを歴任。アルバニア北西部の都市シュコダルの出身。

## 略歴
- 1941年、首都ティラナのケマル・スタファ高校に入学
  - 在学中（1943-1945年）にアルバニア人民解放闘争に参加
- 1946年、ペテルスブルク工兵学校入学
- 1948年、卒業後、ティラナ将校養成学校小隊長を経て、ティラナ軍事アカデミー教官に就任
- 1952年、モスクワ工兵アカデミー入学
- 1958年、アカデミー卒業後、国防省工学技術局に奉職
- 1971年、ティラナ国防アカデミー参謀本部上級課程を修了し、国防省工学技術・防御工事局長に就任
- 1979年、軍事科学の博士号を取得
- 1981年、国防省次官に就任
- 1991年、国防大臣に就任
- 1992年、国防大臣顧問に就任
- 1994年、国防省次官・国防政策担当、およびアルバニア大西洋協会会長に選出
- 1995年、ローマNATO大学VIPコースに入学
- 2002年6月24日、アルバニア共和国大統領に選出され、同年7月24日に大統領に就任
- 2007年7月24日、任期満了で大統領を退任